# Adriane Lenox
Adriane Lenox (Memphis, Tennessee, 11 de Setembro de 1956) é uma actriz de teatro, cinema e televisão norte-americana cujo desempenho na peça teatral Doubt: A Parable lhe rendeu o Tony Award de Melhor Actriz Secundária em uma peça em 2005. Ela também apareceu como Hattie na remontagem da Broadway de Kiss Me, Kate e teve um papel no filme 2009 The Blind Side, como Denise Oher. Ela estudou na Universidade Lambuth.